# Troisième guerre intercoloniale
 (novembre 2023).
Si vous disposez d'ouvrages ou d'articles de référence ou si vous connaissez des sites web de qualité traitant du thème abordé ici, merci de compléter l'article en donnant les références utiles à sa vérifiabilité et en les liant à la section « Notes et références ».
Pour les autres conflits intercoloniaux des XVIIe et XVIIIe siècles, voir guerres intercoloniales.
Guerre de Succession d'Autriche
Batailles
- Raid sur Canseau
- Annapolis Royal (1er)
- Annapolis Royal (2e)
- Port-Toulouse
- Louisbourg
- Île Saint-Jean
- Saratoga
- Expédition d'Anville
- Fort Massachusetts
- Grand-Pré
- Fort no 4

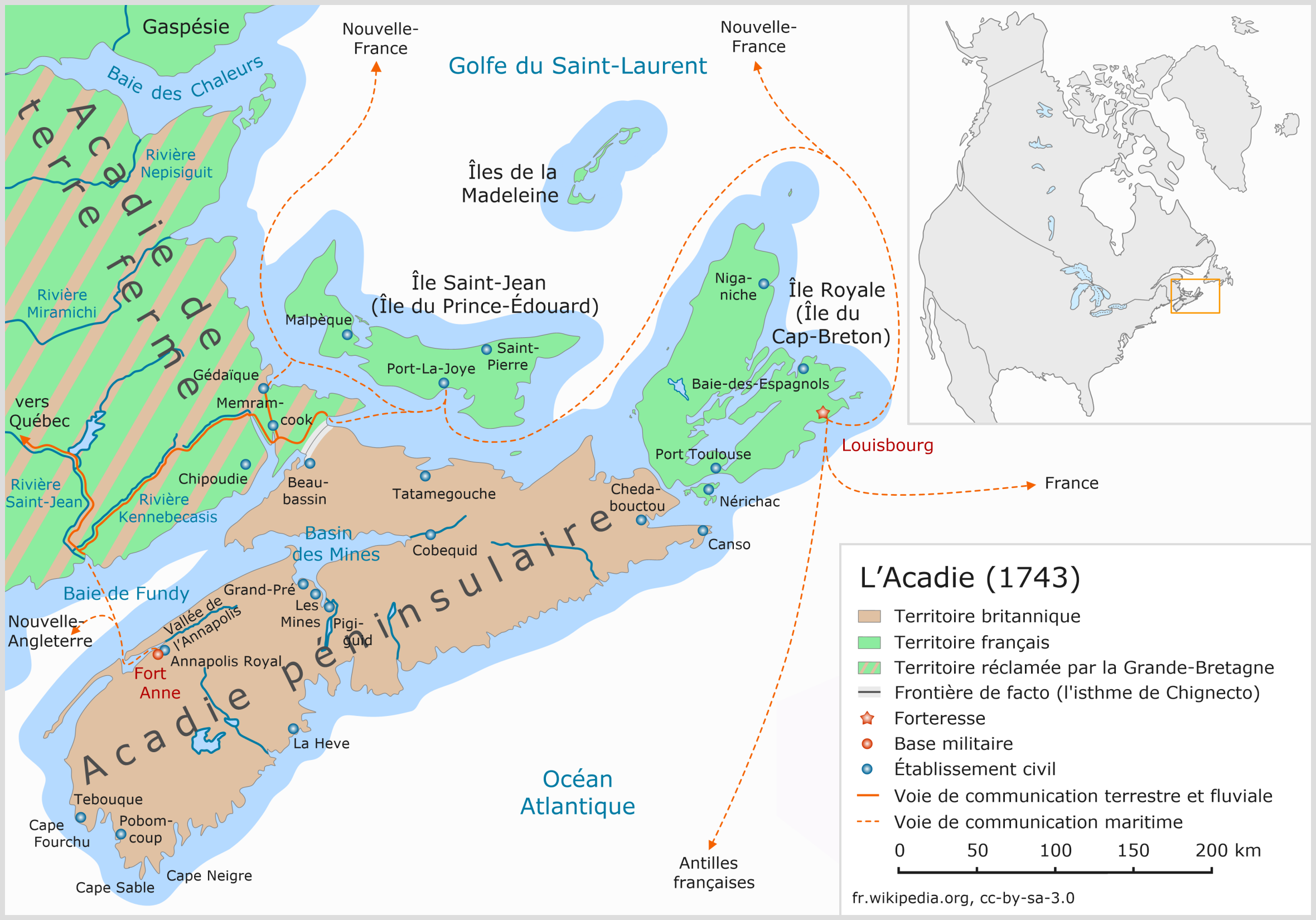
L’Acadie 1743

La troisième guerre intercoloniale américaine, en anglais King George's War (litt. « guerre du roi George »), a eu lieu de 1744 à 1748 entre les colonies britanniques et françaises d'Amérique du Nord. Elle se déroule durant la guerre de Succession d'Autriche.

## Causes et contexte

### Guerre de succession d'Autriche
La guerre de succession d'Autriche (1740-1748) est une guerre européenne qui naît de la contestation de la Pragmatique Sanction qui désignait Marie Thérèse d'Autriche comme héritière des territoires de la maison des Von Habsbourg.
Elle oppose deux coalitions, principalement menées par l'Autriche, la Grande Bretagne, la Russie et les Provinces-Unies pour les partisans de Marie Thérèse, et par la France, la Prusse et la Bavière pour ses ennemis.
Elle se déroulera sur de nombreux fronts, principalement dans la région de Silésie et dans les Pays-Bas autrichiens, mais aussi dans les régions coloniales, comme les Antilles où Britanniques et Espagnols s'affrontent lors de la guerre de l'oreille de Jenkins, ou en Inde et en Amérique du Nord où Français et Britanniques se combattent.

### Rivalités coloniales
En Amérique, la rivalité est toujours aussi vive entre les colonies françaises et britanniques. Pendant les trente ans de paix (1714-1744) qui ont suivi la deuxième guerre intercoloniale (1702-1713), la France et la Grande-Bretagne se sont employées à renforcer leurs positions en multipliant les forts et forteresses sur leur territoire. Les Français ont érigé la forteresse de Louisbourg sur l'Isle Royale (île du Cap Breton) pour assurer une présence française en Acadie.
La fourrure et la pêche sont toujours des enjeux du conflit, mais un nouveau s'y est ajouté, qui est le territoire à l'ouest des Appalaches, la Vallée de l'Ohio. Les colonies britanniques du littoral atlantique considèrent cet espace comme un prolongement naturel de leur territoire, mais les Français ne veulent pas sacrifier la route par laquelle ils passent pour se rendre dans la lointaine Louisiane, leur possession du golfe du Mexique.

## Déroulement
La Nouvelle-France n'a pas les moyens de lancer des attaques d'envergure et se contente de petites attaques sur des villages de la Nouvelle-Angleterre. Pour leur part, les habitants de Boston, voulant absolument se débarrasser de la présence gênante de Louisbourg, organisent en 1745 le siège de la forteresse, qui doit capituler après un peu plus de 40 jours. Cela à la grande stupéfaction des Français, qui l'avaient pourtant qualifié la forteresse d'imprenable .
La France tente de reprendre sa place forte en 1746, mais c'est un échec complet. Cependant, elle réussit un coup d'éclat en Inde en s'emparant de Madras, un comptoir d'épices important pour les Britanniques.

## Conclusion
Quand la guerre contre la Grande-Bretagne se termine en 1748 par le traité d'Aix-la-Chapelle, qui décide de revenir à la situation avant-guerre, la France échange Madras contre Louisbourg, ce dernier continuant donc d'assurer une présence française dans le golfe du Saint-Laurent.